# Руки-ноги за любовь
«Руки-ноги за любовь» (англ. Burke and Hare) — британская чёрная комедия 2010 года, основанная на истории о Уэст-портских убийствах. Для режиссёра Джона Лэндиса фильм стал первой работой после 12-летнего перерыва. В главных ролях снялись Саймон Пегг и Энди Серкис. Премьера в России 23 июня 2011 года.

## Сюжет
Сюжет фильма основан на реальных событиях, случившихся в Эдинбурге в 1820-х годах. С приходом эпохи Просвещения в шотландскую столицу, Эдинбург стал одним из ведущих центров обучения медицине. Для занятий по анатомии лекторам медицинских школ были нужны свежие трупы, которые в те годы можно было раздобыть лишь нелегальным путём. Ирландские иммигранты Уильям Бёрк и Уильям Хэйр, прибывшие в Эдинбург, чтобы заработать денег, узнают о таком источнике заработка и становятся поставщиками трупов для известного врача Роберта Нокса, преподающего в Эдинбургском медицинском колледже.
Первоначально они занимаются выкапыванием свежих трупов на кладбищах и избавлением от трупов квартиросъёмщиков, задолжавших оплату за жилье Маргарет Лэрд, жене Хэйра. Узнав лучшую жизнь в высших кругах общества, Бёрк и Хэйр стремятся к большей наживе и начинают убивать людей в окрестностях улицы Уэст-Порт в Старом городе. В то же время Бёрк знакомится с начинающей актрисой Джинни, которая ищет спонсора для постановки знаменитой пьесы «Макбет» в альтернативном изложении. Ради любви к Джинни, Бёрк готов убивать всё большее количество людей.
С возросшим числом трупов полиция Эдинбурга смогла напасть на след преступников и схватила обоих ирландцев и их возлюбленных. Бёрк признаёт свою вину, тем самым спасая от смертной казни остальных, и принимает своё наказание через повешение. После смерти его тело оказывается на столе для препарирования. Хэйр и его жена основывают похоронное бюро, Джинни становится актрисой в Лондоне, однако не отличается талантом. Молодой помощник доктора Монро, Чарльз Дарвин, позже публикует научный труд «Происхождение видов», опираясь на знания, полученные в Эдинбурге.

## В ролях
| Актёр                | Роль            |
| -------------------- | --------------- |
| Саймон Пегг          | Уильям Бёрк     |
| Энди Серкис          | Уильям Хэйр     |
| Айла Фишер           | Джинни          |
| Джессика Хайнс       | Лаки            |
| Том Уилкинсон        | Роберт Нокс     |
| Тим Карри            | доктор Монро    |
| Хью Бонневилль       | лорд Харрингтон |
| Билл Бэйли           | Ангус           |
| Джорджия Кинг        | Эмма            |
| Кристофер Ли         | Джозеф          |
| Аллан Кордюнер       | Жозеф Ньепс     |
| Кристиан Брассингтон | Чарльз Дарвин   |

## Съёмки
Первоначально на роль Уильяма Хэйра был выбран Дэвид Теннант, но затем на его место взяли Энди Серкиса.
Съёмки проходили в окрестностях Эдинбурга, Стерлинге, Лондоне и в Ноул-хаусе в графстве Кент. Часть сцен была снята в студийных условиях на Ealing Studios.